# Teuthras (König von Phrygien)
Teuthras (altgriechisch Τεύθρας Teúthras), eigentlich Teleutas (Τελεύτας Teleútas), ist in der griechischen Mythologie König von Phrygien.
Im Roman des Dictys Cretensis über den Trojanischen Krieg wird er vom großen Aias getötet, als dieser durch das Land der Phryger streift, seine Tochter Tekmessa wird von Aias gefangen und entführt.
Die Namensform Teuthras bei Dictys beruht wohl auf Verwechslung mit dem mysischen König Teuthras. In der Tragödie Aias des Sophokles heißt der phrygische König und Vater der Tekmessa Teleutas. In der Tragödie wird Tekmessa zwar ebenfalls von Aias geraubt, Teleutas jedoch nicht getötet.